# Googam
 (juin 2024).
Si vous disposez d'ouvrages ou d'articles de référence ou si vous connaissez des sites web de qualité traitant du thème abordé ici, merci de compléter l'article en donnant les références utiles à sa vérifiabilité et en les liant à la section « Notes et références ».
Googam est un super-vilain créé par Marvel Comics. Il est apparu pour la première fois dans Tales of suspense #17, en 1961.

## Origine
Googam est un alien de la planète "X", amené sur Terre par son père, Goom, lors d'une invasion.
Goom cacha son fils dans une caverne. Il fut découvert par un jeune garçon. Pour empêcher Googam de détruire la maison familiale, le garçon le défia dans un jeu de "trappe". Il l'attira ensuite dans des sables mouvants, où l'alien s'enfonça et disparut.
Il fut retrouvé des années plus tard par les Fantastic Four, qui le déposèrent sur l'île aux Monstres. Voulant s'amender auprès de l'Humanité, il entra dans un programme de réhabilitation, où il fut réduit à taille humaine, privé de ses pouvoirs, et devint gardien de parking du Baxter Building - qg des FF.
L'alien microscopique Tim Boo Baa se fit passer pour son père et le força à utiliser l'équipement de Red Richards pour accroître leurs tailles.  Finalement, les deux aliens s'affrontèrent, et Tim Boo Baa fut battu par les alliés de Googam : Elektro, Fin Fang Foom et Gorgilla (le quatuor se fit appeler "Fin Fang Four").

## Pouvoirs
- Googam est un alien hydrocéphale mesurant près de 6 mètres. Sa force est comparable à sa taille : il peut soulever près de 10 tonnes.
- C'est un télékinésiste de bon niveau, capable de créer des champs de force, et de réduire la taille de ses adversaires.